# Négypettyes hólyaghúzó
A négypettyes hólyaghúzó (Mylabris quadripunctata) a rovarok (Insecta) osztályának a bogarak (Coleoptera) rendjébe, ezen belül a mindenevő bogarak (Polyphaga) alrendjébe és a hólyaghúzófélék (Meloidae) családjába tartozó faj.

## Előfordulása
A négypettyes hólyaghúzó a Földközi-tenger vidékén, Európa és Ázsia déli, valamint Afrika északi területein található meg.

## Megjelenése
A négypettyes hólyaghúzó 13-16 milliméter hosszú, hengeres testű, fekete bogár. Szárnyfedői vörösek, négy fekete folttal és a végükön egy fekete sávval.

## Életmódja
A négypettyes hólyaghúzó a napos, virágokban gazdag réteket kedveli. Az imágó júniustól októberig repül.

## Fordítás
- Ez a szócikk részben vagy egészben  a   Vierpunktiger Ölkäfer című német Wikipédia-szócikk ezen változatának fordításán alapul.  Az eredeti cikk szerkesztőit annak laptörténete sorolja fel. Ez a jelzés csupán a megfogalmazás eredetét és a szerzői jogokat jelzi, nem szolgál a cikkben szereplő információk forrásmegjelöléseként.
- Ez a szócikk részben vagy egészben  a   Mylabris quadripunctata című spanyol Wikipédia-szócikk ezen változatának fordításán alapul.  Az eredeti cikk szerkesztőit annak laptörténete sorolja fel. Ez a jelzés csupán a megfogalmazás eredetét és a szerzői jogokat jelzi, nem szolgál a cikkben szereplő információk forrásmegjelöléseként.